# Tristan Lahais
Tristan Lahais, né le 11 mai 1983 à Rennes, est un homme politique français, député de la deuxième circonscription d'Ille-et-Vilaine depuis le 8 juillet 2024.

## Biographie
Né le 11 mai 1983, d’un père bibliothécaire et d’une mère secrétaire, Tristan Lahais grandit à Rennes. Il commence à militer au lycée, au sein de la Fédération indépendante et démocratique lycéenne (FIDL), avant de rejoindre l'Union nationale des étudiants de France (UNEF) pendant ses études supérieures. Il en est notamment le président de la branche de l'université Rennes-II (où il est inscrit en licence d'histoire) en 2003. Élu au bureau national de l'organisation de 2004 à 2006, il la représente au Conseil supérieur de l'éducation pendant la même période. Parallèlement à son engagement syndical étudiant, il adhère au Parti socialiste, dont il est proche de la tendance Nouveau Monde.
Lors des élections municipales de 2014 à Rennes, élu sur la liste conduite par Nathalie Appéré, il se voit confier le poste d'adjoint au maire à l'associatif et au sport, fonction qu'il occupe jusqu'en 2020. En 2020, il est réélu au conseil municipal de Rennes et devient vice-président de Rennes Métropole chargé de la culture et de la jeunesse.
Proche d’Henri Emmanuelli et de Benoît Hamon, il quitte le PS en 2017 pour rejoindre Génération.s à sa fondation, après la « déception » du quinquennat Hollande.
Lors des élections législatives de 2022, il est investi dans la deuxième circonscription d'Ille-et-Vilaine par la Nouvelle Union Populaire écologique et sociale (NUPES),. Il est battu au second tour par la députée sortante Laurence Maillart-Méhaignerie (Renaissance).
Pour les élections législatives de 2024, il est réinvesti dans la même circonscription par le Nouveau Front populaire. Le 7 juillet 2024, il est élu, au deuxième tour avec 43,65 % des suffrages exprimés, député de la 2e circonscription d'Ille-et-Vilaine ,.
Tristan Lahais fait partie du groupe Écologiste et social, et siège au sein de la commission des Finances, de l'économie générale et du contrôle budgétaire.
Il co-signe avec des parlementaires de gauche une tribune dénonçant l'introduction de la police israélienne, en armes et sans autorisation de la France, dans l’Éléona, un des domaines français de Jérusalem.

## Résultats électoraux

### Élections législatives
| Année | Parti     | Parti       | Circonscription      | 1er tour | 1er tour | 1er tour | 2d tour | 2d tour | 2d tour | Issue |
| Année | Parti     | Parti       | Circonscription      | Voix     | %        | Rang     | Voix    | %       | Rang    | Issue |
| ----- | --------- | ----------- | -------------------- | -------- | -------- | -------- | ------- | ------- | ------- | ----- |
| 2022  |           | G·s (NUPES) | 2e d'Ille-et-Vilaine | 21 596   | 39,51    | 2e       | 26 190  | 48,18   | 2d      | Battu |
| 2024  | G·s (NFP) | 30 361      | 2e d'Ille-et-Vilaine | 40,31    | 1er      | 32 489   | 43,65   | 1er     | Élu     |       |